# Teșna (gmina Coșna)
Teșna – wieś w Rumunii, w okręgu Suczawa, w gminie Coșna. W 2011 roku liczyła 341 mieszkańców.